# 聖安塞姆學院
聖安塞姆學院（Saint Anselm College）是一所位于美國新罕布什爾州戈夫斯敦的天主教私立文理學院，由曼徹斯特的主教丹尼斯·瑪麗·布拉德利（Denis Mary Bradley）請求新澤西州紐瓦克的本篤會的修道院院長希拉里（Hilary Pfrängle）成立于1889年。 其名來自于坎特伯雷大主教坎特伯雷的安塞姆，至今還與當地的聖安塞姆修道院有聯係。該學院規模較小，學生數只有2000左右。

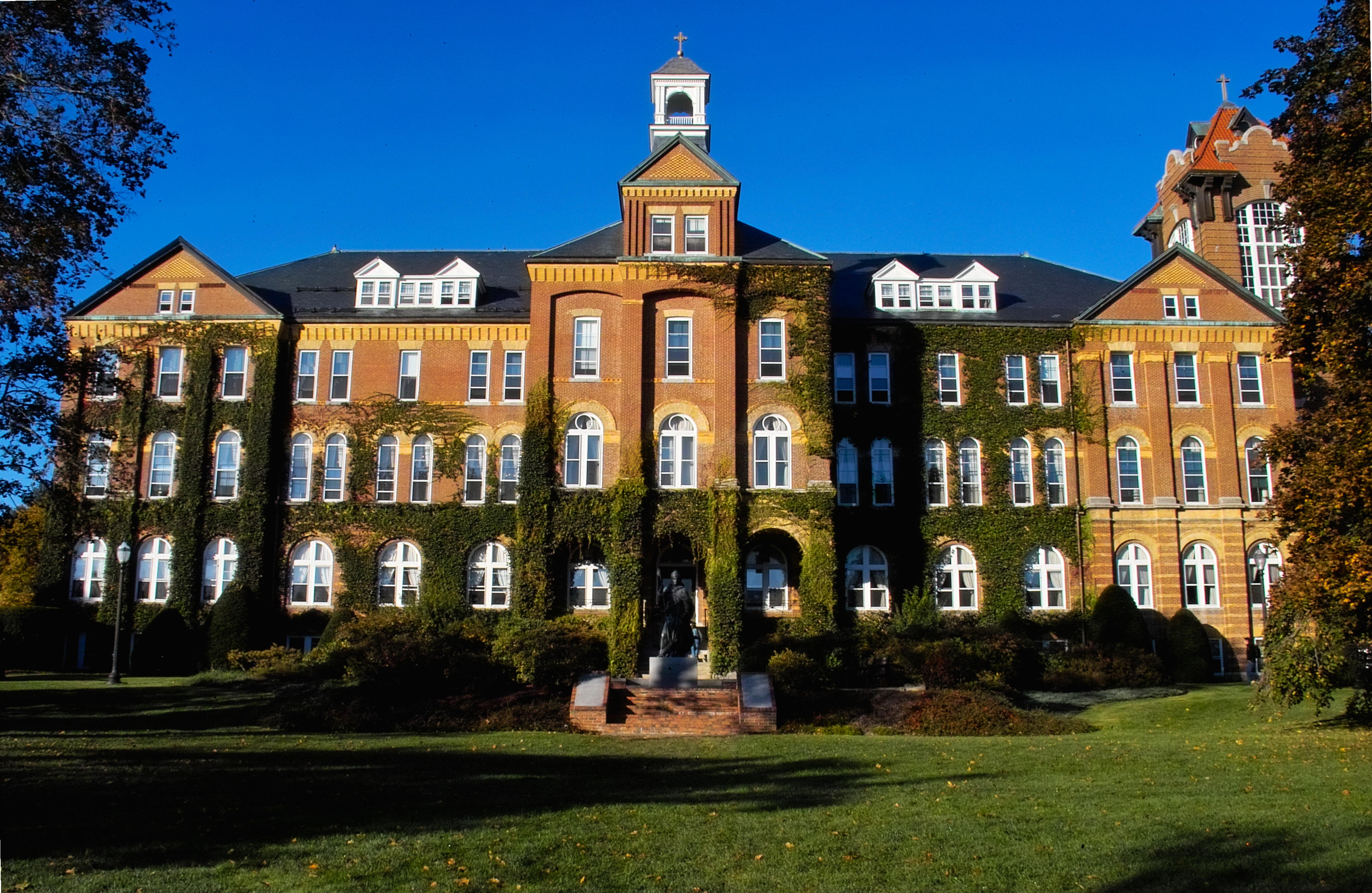
1892年建造的校友堂

## 學術
該大學的學生主要來自新英格蘭地區，規模較小，學生數只有2000左右。師生比為11:1。2015年《時代》雜誌將其評爲美國國内最好的50所文理學院之一。在全國大學中也可以排到100到200位。

## 外部連結
- 官方网站
- Saint Anselm Athletics website （页面存档备份，存于）